# 布雷顿报告
澳大利亚国防军总监察长阿富汗调查报告（Inspector-General of the Australian Defence Force Afghanistan Inquiry Report），別名布雷顿报告、布雷雷顿报告（英語：Brereton Report），是澳大利亚国防军督察长办公室在2020年11月19日公布的一份关于澳大利亚国防军在2005年至2016年阿富汗戰爭期间犯下的战争罪行的报告。

## 事件
2015年中，澳大利亚军事社会学者萨曼莎·克罗姆普沃茨（Samantha Crompvoets）博士受到时任陆军首长的安格斯·坎贝尔委托撰写报告（此报告与本事件无关），在了解特种部队文化时克罗姆普沃茨发现，有些不愿意透露姓名的特种部队成员向她透露了“特别令人不安”的涉嫌战争罪的行为，有人报告称两个14岁的孩子被澳大利亚特种空勤团的成员拦截后被割喉，因为有人怀疑这两个孩子同情塔利班:120-121。2016年初，克罗姆普沃茨将几百小时的调查总结成另一报告，此报告详细阐述了对特战队员明显的不当行为的指控，并严厉质询了特种作战司令部的某些部门。
2016年，澳大利亚国防军督察长办公室着手于调查本件报告，并于2020年11月6日提交最终报告，2020年11月19日公开发布删节版报告。調查在新南威爾斯省上訴法院法官、陸軍預備役少将保羅·布雷顿的主持下進行。
本份报告对2005年至2016年间在阿富汗执行任务的澳大利亚军人是否涉嫌战争罪进行了历时4年的调查，调查发现，在驻阿期间，有25名现役和前特种部队士兵（大多為空降特勤隊成員）涉嫌在阿富汗参与23起非法杀戮事件，并掩盖这些罪行。在这些事件中，有39名无辜平民和俘虏被杀害，另有2人被虐待。非法杀戮始于2009年，大部分发生在2012年和2013年的阿富汗瓦尔达克省。報告認為，杀戮事件都不是发生在激烈战斗中，被杀者大多数是已被控制的人，甚至有年轻士兵將射殺囚犯作為射擊训练。
尽管细节已在报告的公开版本中进行了删节，但是该报告将2012年的事件描述为“可能是澳大利亚军事史上最可耻的事件”，并指出“部队，中队和任务小组级别的指挥官应为此承担道义指挥责任”。:103
澳大利亚国防部只发布了布雷顿调查结果的删节版本，隐瞒了某些部分并涂黑了涉事人员的姓名和身份，因此报告总结的39起谋杀案似乎不包括克罗姆普沃茨博士报告的其他杀戮案件，例如两个14岁的男孩被割喉后尸体装袋并扔进河里一案。:119–121:5

## 发现

### Throwdowns（栽赃）
布雷顿报告发现了澳大利亚军队实施栽赃（报告原文称为“Throwdowns”，根据报告的解释暂时翻译为“栽赃”）行为的证据。澳大利亚驻阿部队会在行动中被杀的平民身旁放置澳大利亚军队不使用的武器与装备。:29 之后通过摄影或者其他记录证据的方式使得涉事人员产生幻想，即被杀的平民均为武装的合法作战人员。:29 该报告推测，栽赃行为出现的开始是出于“并不是非常恶劣但仍不诚实”的目的，即避免在澳军击毙合法作战人员之后，调查人员发现此人没有武器，并对此进行审查，但后来演变成了对故意的非法杀戮案的隐瞒。:29

### Blooding（壮胆杀人）
调查发现，上级士兵经常要求下级士兵谋杀囚犯，以使他们经历第一次杀人，这种做法被称为“壮胆杀人”（报告原文称为“Blooding”，暂译为壮胆杀人）。 布雷顿将这种做法描述为：“典型的做法是，巡回指挥官（英語：patrol commander）控制住一个囚犯，然后命令其下级人员杀害被控制的人（囚犯）”。:29 之后成员实施栽赃行为，并编造一个假故事掩盖这类行为。 杀戮被动的战俘是战争罪行。

### 责任
报告以很长的篇幅讨论了应对所指控的犯罪行为的当事方，并得出结论认为，高级指挥官“必须承担责任”，:30 “战争罪行的构想，实施，持续和隐瞒，在这个流程中，巡回指挥官这一级及以上的官员要承担不可抗拒的责任。”:33 巡回指挥官包括下士（英語：corporals）和中士（英語：sergeants），调查发现从队长/排长以上的指挥官“不知道，或者因为鲁莽而无视对战争罪行的调查”。:30–31

## 处理
2020年11月12日，澳洲總理史考特·莫里森宣布在内政部设立一个特别调查办公室，以帮助澳大利亚联邦警察调查布雷顿报告中所提出的指控。同时将成立一个独立监督小组，以改善武装部队内部文化并监督国防部对调查的回应。调查范围包括过往数十年来澳大利亞軍方在阿富汗的上千次作战任务。总理莫里森在谈到报告内容时表示「这将是一项艰巨的任务，但是作为政府，我们认为我们作为一个国家所要做的就是吸收这种方式，使我们能够维护我们的正直、司法制度，和我们国防军的完整性」。3天前，澳大利亚国防部发出警告，如果确认有人涉及布雷顿报告中所提出的指控，国防部将准备剥夺特种部队士兵的英勇勋章。
11月19日，澳大利亚国防军司令安格斯·坎贝尔就澳士兵行为向阿富汗人民表示毫无保留的歉意，并就战争罪行向澳大利亚公众道歉。坎贝尔也接受报告中所提出的所有143条建议，包括对针对19名士兵的不当行为进行刑事调查。他还建议改变澳大利亚军队的组织结构。11月20日，曾在澳大利亚国防军担任29年预备士兵的国防部长琳达·雷诺兹称在两周前阅读有关报告后感到不适，她支持其部门对阿富汗问题的处理，同时辩称其调查结果并不代表在澳大利亚武装部队中服役的大多数人。總理史考特·莫里森之后致電阿富汗總統阿什拉夫·甘尼·艾哈邁德扎伊對調查結果表達「最深切的悲傷」；非政府組織人權觀察則表示該報告是對曾經發生之罪行的一場平反。
2020年11月27日，澳大利亞軍方向殺戮的目击者13名澳特种部队士兵发出革除军籍通知，并要求在14天内对终止军籍的行政行动通知作出回应。
2020年12月1日，引发此次调查的萨曼莎·克罗姆普沃茨博士接受《卫报》采访时，警告澳大利亚人不应该将战争罪丑闻视为少数几个坏人的行为，“布雷顿报告发现了深层且系统性的军队文化问题，特别是在特种空勤团内部，这为潜在的暴行发生与掩盖创造了环境”。她说在已有确凿证据证明39个无辜人员遇难的前提下，不应颁发功勋单位嘉奖（Meritorious Unit Citation）。她对该报告发布以来澳大利亚国内的舆论发展表示失望。

## 国际反应
阿富汗政府表示，尽管澳大利亚特种部队士兵犯下的战争罪行是不可原谅的，但该报告是可喜的一步，有可能为正义铺平道路。
红十字国际委员会总干事罗伯特·马尔迪尼在接受澳大利亚卫报采访时称，涉及的行为“令人深感不安”，但没有对任何具体事件发表评论。他表示，坚定地遵守国际人道法是「减轻冲突中人道后果的根源」，而高透明度是在这些问题上追究责任的关键。他说：「表现出真诚的努力来遵守战争法会使该法变得更加强大，并且未来违反战争的可能性也较小。」同时表示红十字国际委员会随时准备帮助民主国家军队加强对国际人道法的尊重方式和提出建议。
人权观察致函澳大利亚总理莫里森，建议政府设立一个特别调查员办公室，以详细调查关于布雷顿报告的战争罪指控。人权监察建议，政府应确保特别调查员办公室有足够的资源、拥有执行调查的必要权限、不受军事和政治影响，并有权进行调查所有指挥系统中的人都与这些虐待是否有关。在跨国调查过去的罪行是一项困难、复杂且代价高昂的工作，因此，政府应确保特别调查员办公室配备足够的资源和人员来执行其重要工作，包括有关专家，分析人员和翻译人员。政府还应向办事处提供必要的工具，以确保采取适当的保护措施，以最大程度地减少潜在证人的风险。总体而言，应保护特别调查员办公室，使其免受干扰，包括预算，以及与其他刑事调查一样，不妨碍司法公正。人权监察欢迎布雷顿报告中所提出的关于赔偿金的建议；「如果发现有可靠信息表明已确认或可识别的阿富汗国民被非法杀害，澳大利亚应该赔偿受害者的家人」。
2020年11月30日，中華人民共和国外交部发言人赵立坚在推特上发布了一则推文，对澳大利亞駐阿富汗軍隊非法殺戮的行为表達震驚和谴责，敦促澳大利亚进行深入调查，并附上一张由中国大陸网络画家“乌合麒麟”用CG技术创作的讽刺漫画。该漫画描绘了一名澳大利亚士兵用刀架在一名抱着绵羊的阿富汗少年喉咙的画面，下方标有英文字幕“Don't be afraid, we are coming to bring you peace!”。该推文引发澳大利亚总理斯科特·莫里森的不满，驳斥为“伪造照片”、“散布虚假消息”，要求中国政府撤回并道歉，引发中澳外交与民间争端。